# Strendur
Strendur is een dorp dat behoort tot de gemeente Sjóvar kommuna in het zuiden van het eiland Eysturoy op de Faeröer. De naam Strendur betekent Strand in het Faeröers. Strendur heeft 817 inwoners en ligt aan het Skálafjørður fjord. De postcode is FO 490. 

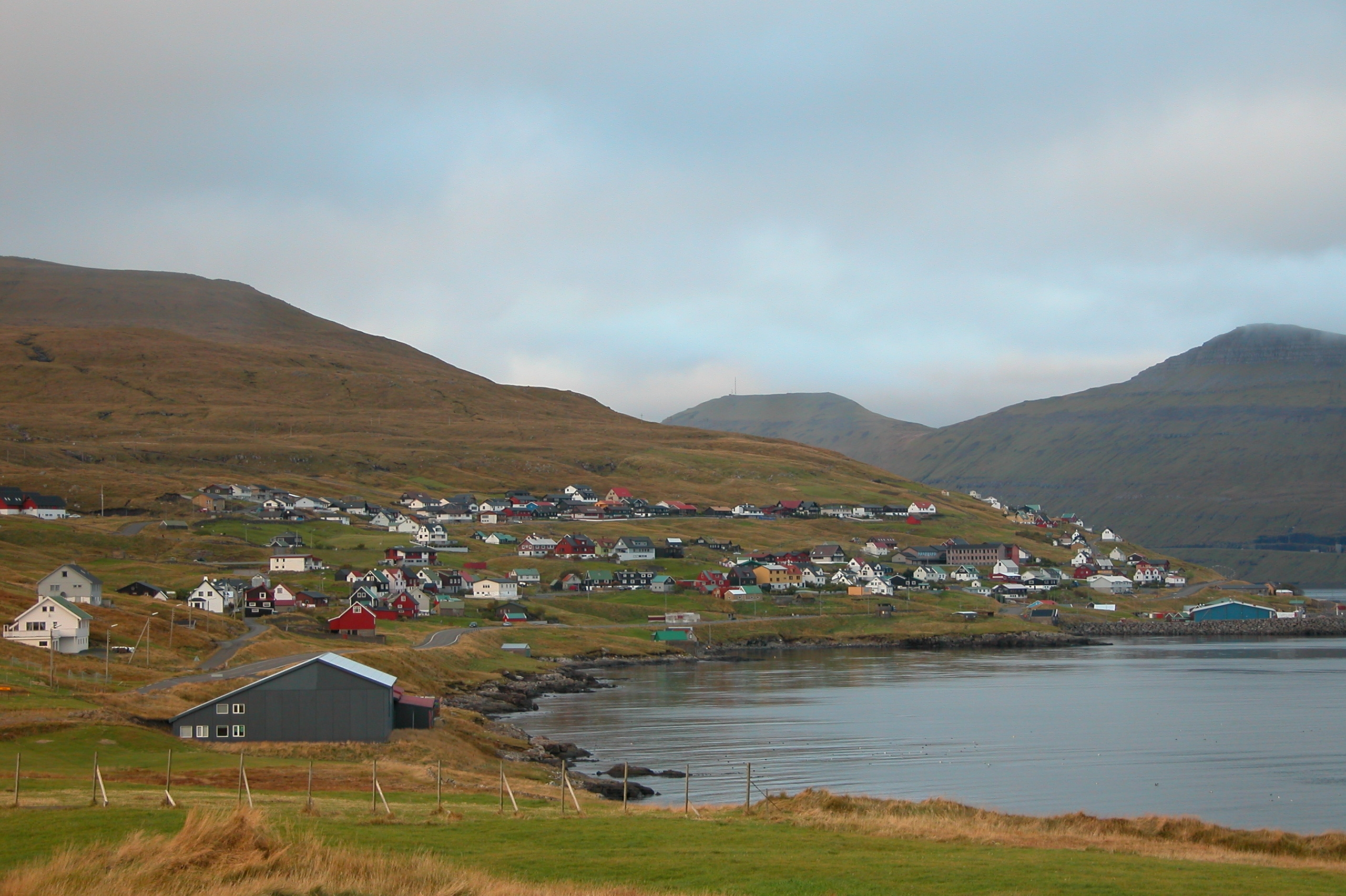
Strendur